# Hypsagoninae
Hypsagoninae (лат.) — подсемейство морских лучепёрых рыб из семейства морских лисичек. Эти рыбы обитают в северной части Тихого океана.

## Таксономия
Таксон Hypsagoninae впервые был предложен в качестве таксономической группы в 1861 году американским зоологом Теодором Гиллом. Некоторые исследователи считали род Agonomalus синонимом Hypsagonus и помещали два оставшихся рода в подсемейство Percidinae, которое также было названо Гиллом в 1897 году. Однако большинство авторитетов признают три рода и помещают их в подсемейство Hypsagoninae. 5-е издание Fishes of the World классифицирует Hypsagoninae в пределах семейства Agonidae, части надсемейства Cottoidea, бычков.

## Внешний вид и строение
У Hypsagoninae обычно узкие, сжатые с боков тела с конечным ртом. Задний край глазницы выпуклый. Костные пластины на теле расположены группами и рядами, которые нечетко различимы и не имеют точных границ и состоят из пластин, которые различаются по размеру и форме. На первом спинном плавнике и грудном плавнике есть пластины, а на рыле нет увеличенной пластины. Первый спинной плавник поддерживается крепкими шипами. Самый маленький вид — Agonomalus mozinoi, максимальная опубликованная общая длина которого составляет 8,9 см, а самый большой — Percis japonica, максимальная опубликованная общая длина которого составляет 42 см.

## Распространение
Hypsagoninae встречаются в северной части Тихого океана от Японии на север до Чукотского моря и на юг до Калифорнии.

## Классификация
В подсемействе 3 рода и 7 видов:
- Род Agonomalus — Агономалы[6]
  - Agonomalus jordani — Агономал Джордена[7]
  - Agonomalus mozinoi
  - Agonomalus proboscidalis — Хоботной агономал[7]
- Род Hypsagonus — Гипсагоны[6]
  - Hypsagonus corniger — Рогатый гипсагон[7], или южный гипсагон[8], или тихоокеанский щитонос[7], или щитонос Бартона[7]
  - Hypsagonus quadricornis — Четырехрогий гипсагон[8], или северный гипсагон[8]
- Род Percis — Собачьи лисички, или перцисы[6]
  - Percis japonica — Японская лисичка[7], или японская собачья лисичка[8]
  - Percis matsuii